# Historische Kirche Altenvers

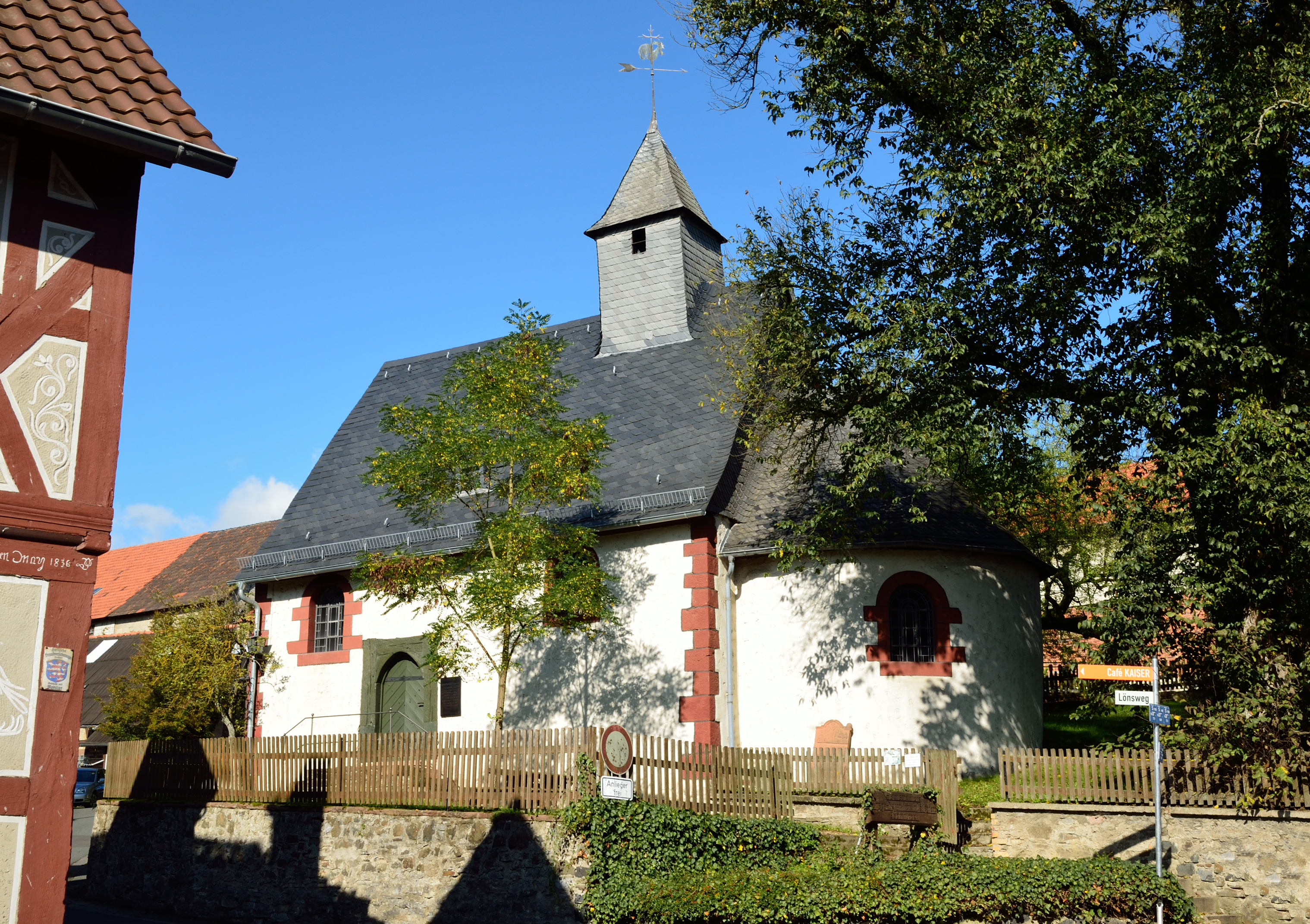
Historische Kirche Altenvers von Süden

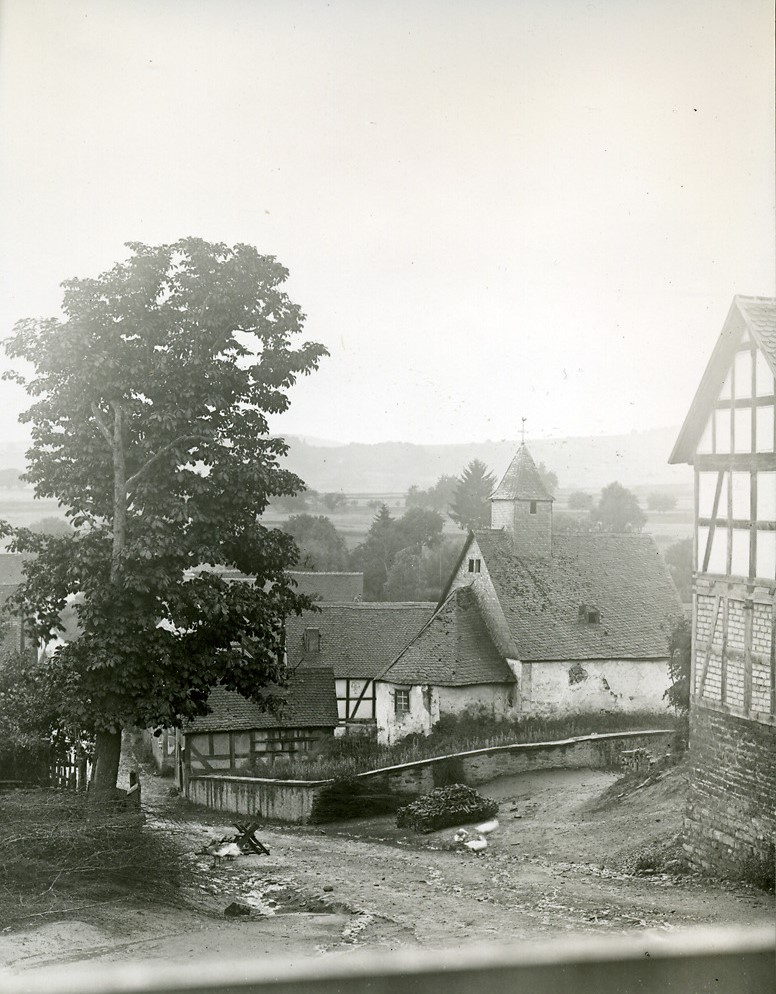
Kirche um 1890 von Norden

Die Historische Kirche (Hufeisenkirche) ist ein denkmalgeschütztes Kirchengebäude in Altenvers, einem Ortsteil von Lohra im Landkreis Marburg-Biedenkopf (Hessen). Eine Besonderheit der im Kern romanischen und mehrfach umgebauten Kirche stellt der hufeisenförmige Grundriss der Apsis dar, die in ihrer Art in Deutschland einzigartig ist.

## Geschichte
Die romanische Kirche wurde wahrscheinlich im 11.–13. Jahrhundert gebaut. Eine Errichtung im 8./9. Jahrhundert ist nicht gesichert, kann aber auch nicht ausgeschlossen werden. Dann wäre der Kirchbau möglicherweise in karolingischer Zeit erfolgt. Im späten Mittelalter war die Kirche im Sendbezirk von Lohra dem Archidiakonat St. Stephan in der Erzdiözese Mainz zugeordnet.
Im Jahr 1456/1457 wurde eine Holzkonstruktion eingebaut. Mit Einführung der Reformation ab 1526 wechselte die Kirchengemeinde zum evangelischen Bekenntnis. Die aufs Jahr 1529 datierten Balken an den Innenwänden weisen auf einen Umbau oder eine Erneuerung des Holzeinbaus kurz nach der Reformation.
Altenvers war 1577 und später nach Lohra eingepfarrt und nach 1630 zusammen mit Rollshausen und Seelbach eine Filialkirche von Lohra.
Im Zuge einer umfassenden Renovierung in den Jahren 1654–1657 wurde ein Fenster eingebrochen. Eine neue Kanzel wurde 1664 und eine Orgel 1675 angeschafft, diese 1692 erweitert, Kanzel und Emporen wurden 1729 erneuert, 1773–1778 im Zuge einer Außen- und Innenrenovierung neue Kirchenbänke für die Frauen und ein Pfarrstuhl angeschafft sowie 1784 vier Fenster vergrößert und schadhaftes Mauerwerk ausgebessert. Im Jahr 1906 wurden die meisten Fenster und die Tür erneuert.
In der zweiten Hälfte des 20. Jahrhunderts geriet die Kirche zunehmend in Verfall. Nach Einsturz des Daches über der Apsis wurde im Jahr 1968 der Abriss genehmigt. Eine „Initiativgruppe Marburger Stadtbild“ erwarb das Gebäude mit dem Ziel, eine Notsicherung durchzuführen und es mittelfristig der Kommune Lohra zu übertragen. 1978 wurde der „Verein für Geschichte und Volkskunde Lohra“ gegründet, der die Kirche am 30. August 1979 für einen Ablösebetrag von 3000 DM übernahm. Die Schäden am Dachreiter, am Dach der Apsis, an der Nordseite des Dachs und am Außenputz wurden noch im Jahr 1979 beseitigt und die zerstörten Fenster neu verglast und die Einfassung englisch-rot bemalt. 1980 folgte die Sanierung der schadhaften Kirchhofmauer und 1981 die Innenrenovierung einschließlich Ausbesserung des Putzes, Renovierung der Bänke und Erneuerung von Anstrich, Elektroinstallation und Fußboden. Schließlich schaffte der Verein eine neue Glocke und ein Orgelpositiv von Hofbauer an. Durch das Engagement des „Vereins für Geschichte und Volkskunde Lohra“ wurden 92.000 DM aufgebracht, die um 70.000 DM aus Mitteln der Gemeinde, des Landkreises, der Denkmalpflege, des Marburger Geschichtsvereins und des „Förderkreises alte Kirchen“ ergänzt wurden. Für sein Engagement und die gelungene Renovierung erhielt der Verein am 31. August 1995 den Hessischen Denkmalschutzpreis.
Nach Errichtung einer neuen evangelischen Kirche im Ort im Jahr 1982 wurde die Kirche entwidmet.

## Baubeschreibung

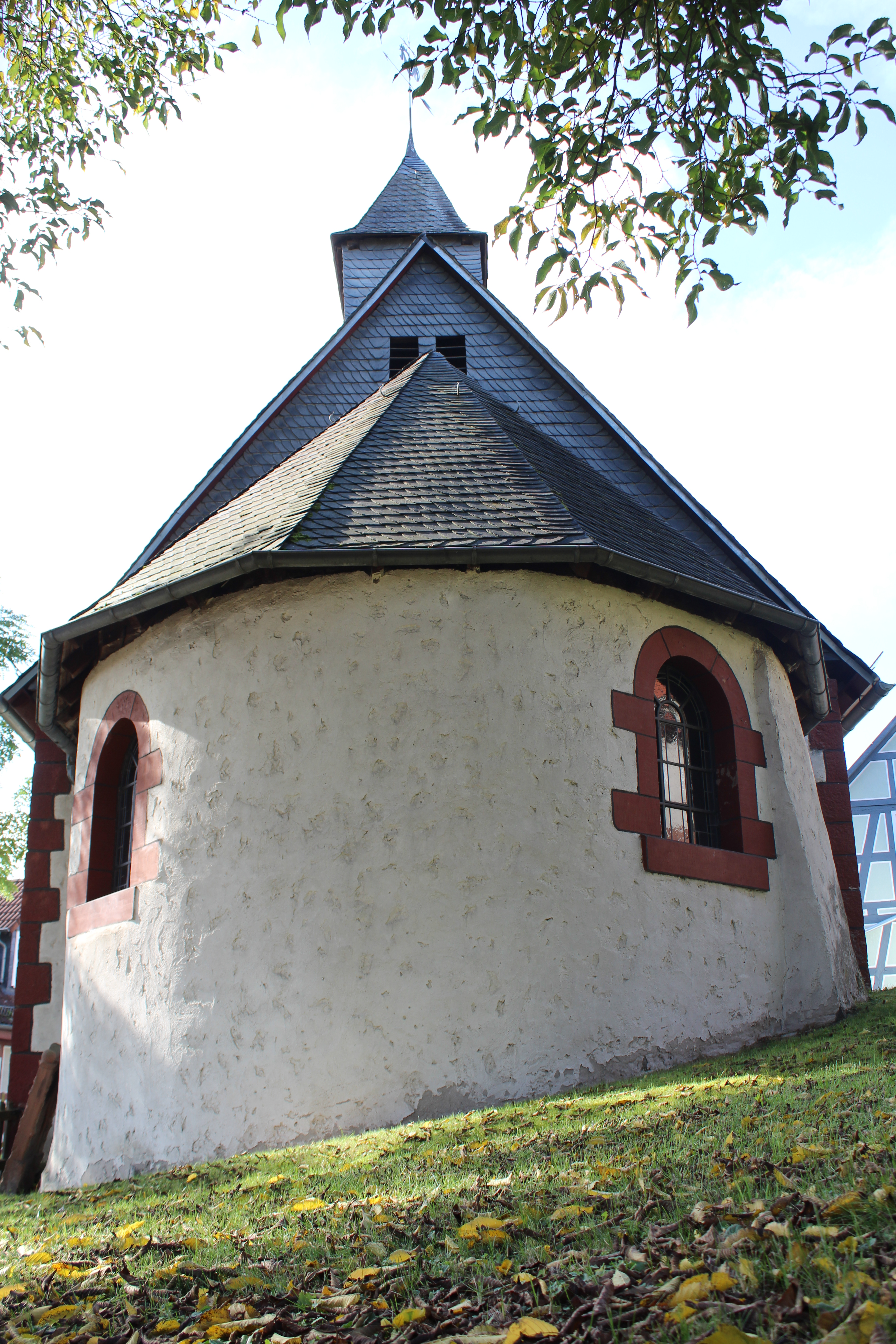
Hufeisenförmige Apsis

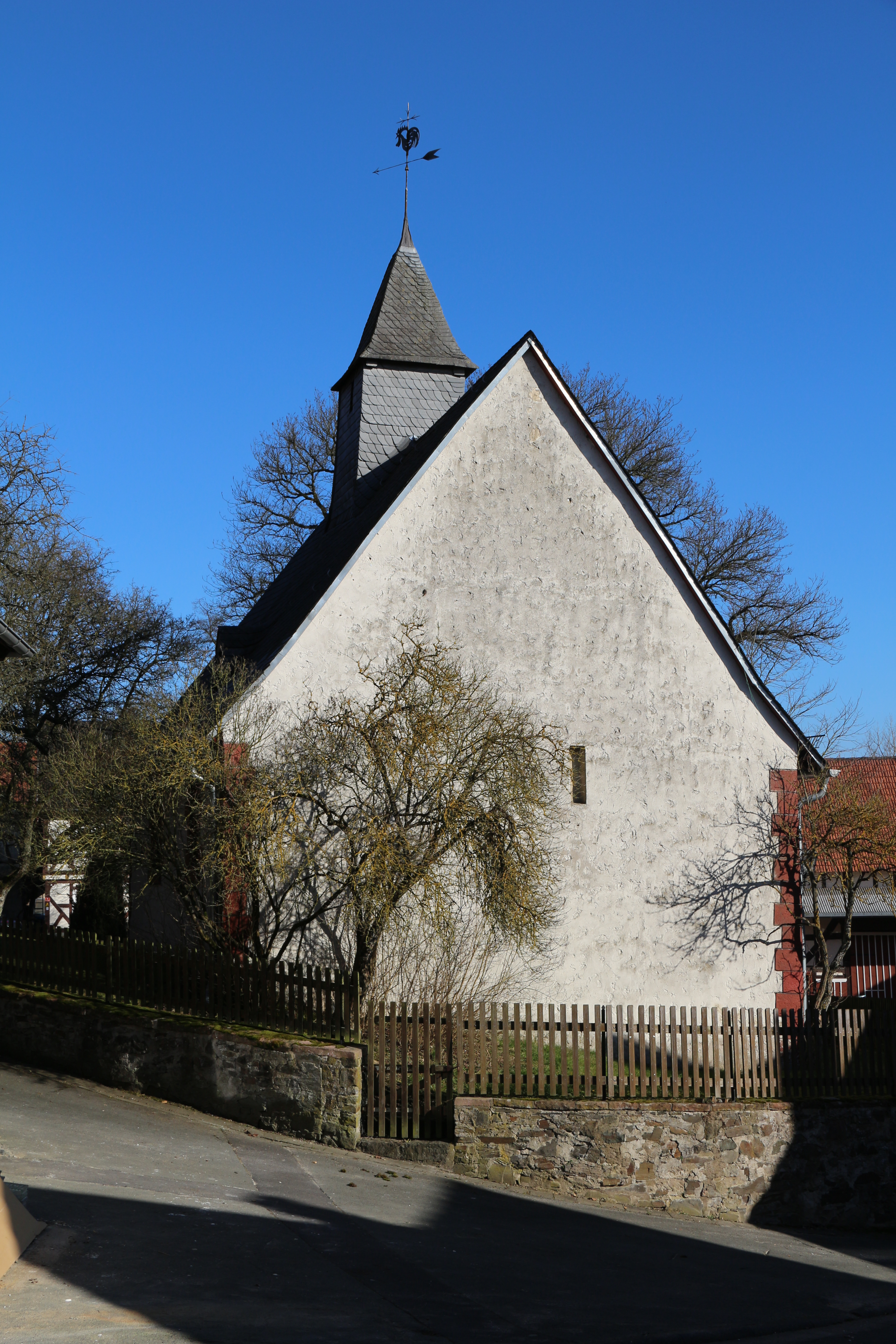
Kirche von Westen

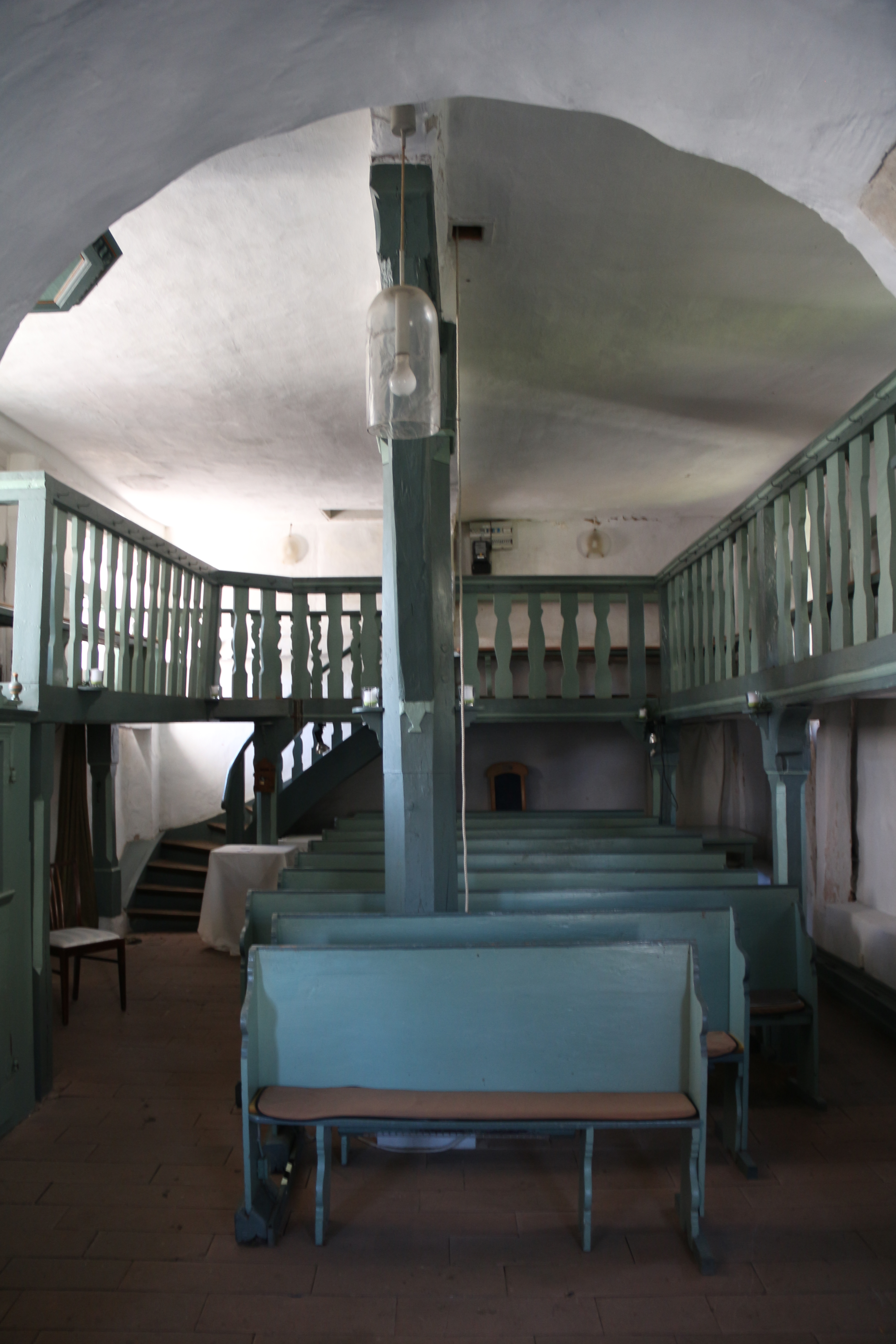
Blick durch den Chorbogen nach Westen

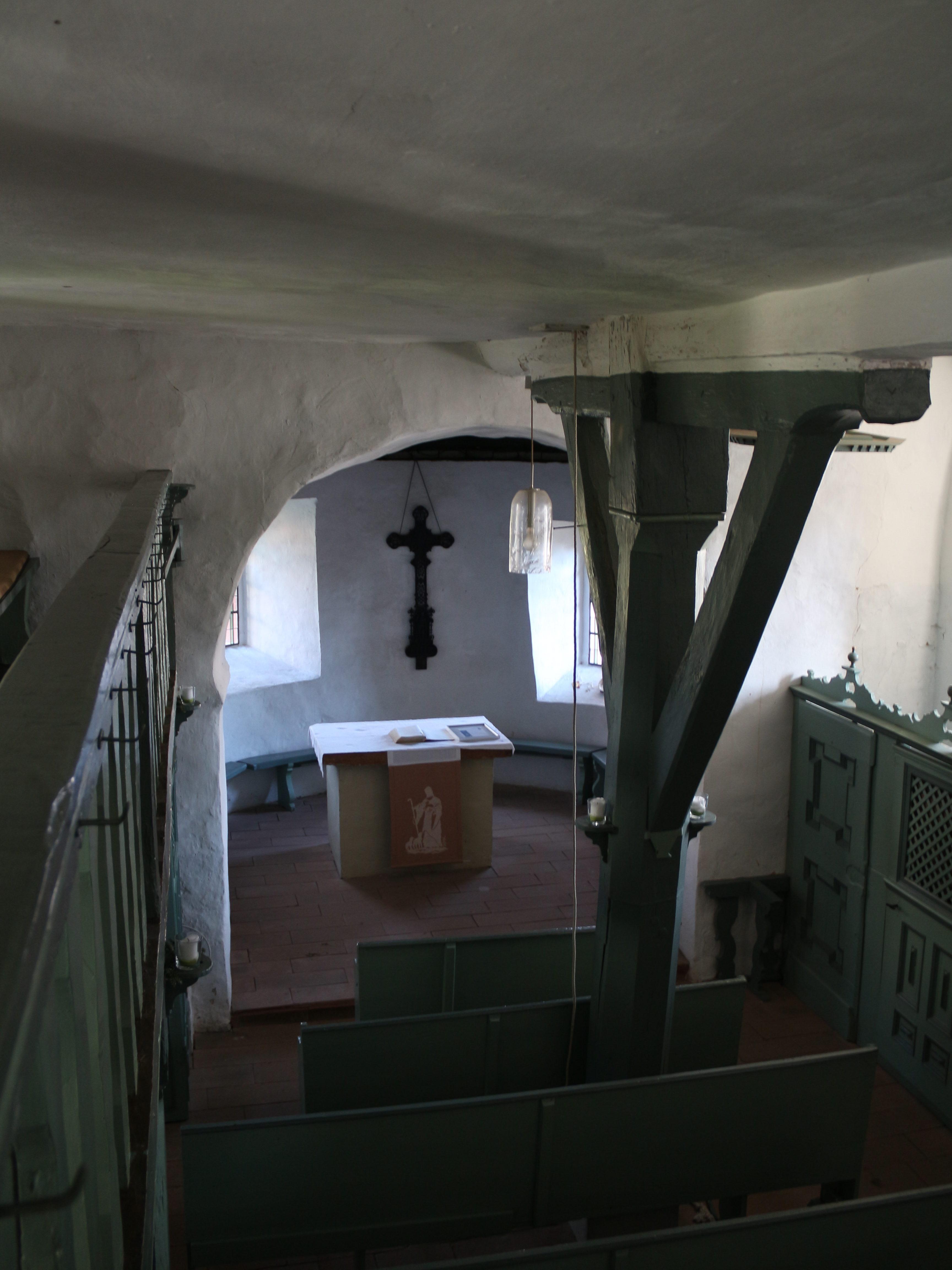
Blick von der hinteren Empore auf den Altar in der hufeisenförmigen Apsis

Der kleine, geostete Saalbau ist in exponierter Lage im Süden des Ortszentrums errichtet. Die Kirche wird von einem verschieferten Satteldach bedeckt, dem im Osten ein kleiner Dachreiter aufgesetzt ist. Das Mauerwerk ist außen und innen weiß verputzt, wobei Eckquaderungen und Fensterumrahmungen ausgespart sind.
Das Langhaus auf rechteckigem Grundriss ist etwa 9,70 Meter lang und 7,80 Meter breit. Die Südwand ist 0,95 Meter stark und besteht vorwiegend aus Plattenschichten. Die Kirche wird an den Langseiten durch zwei große, hochsitzende Rundbogenfenster belichtet, die 1906 erneuert wurden. Lediglich ein rundbogiges Fenster an der Südseite ist älter, aber ebenfalls neuzeitlich. Die Eckquaderung und die Fensterumrahmungen gehen wahrscheinlich auf das 18. Jahrhundert zurück. Die Kirche wird durch ein rundbogiges Südportal in einer hölzernen, rechteckigen Gerähme erschlossen. An der Westwand weist eine frühneuzeitliche, etwa 0,20 Meter breite und 0,90 Meter Schlitzscharte in einer Höhe von etwa 3,30 Metern an den ursprünglich wehrhaften Charakter der Kirche. Die ungewöhnliche gotische Dachkonstruktion in Fachwerkbauweise mit dem Dachreiter wurde dendrochronologisch auf 1456/1457 datiert. Die Balken an den Innenwänden der Kirche stammen aus dem Jahr 1529. Der vierseitige Dachreiter mit Pyramidenhelm ist vollständig verschiefert und wird von einem vergoldeten Wetterhahn über einem Pfeil und von einem Kreuz bekrönt.
Der eingezogene und niedrige Chor auf hufeisenförmigem Grundriss ist 3,60 Meter lang. Die Form der Apsis ist in dieser Art einzigartig. Die engste architektonische Parallele findet sich in der Wüstung Udenhausen, wo sich lediglich Fundamentreste einer quadratischen Saalkirche mit hufeisenförmiger Ostapsis (6 Meter breit und 5 Meter tief) erhalten haben. Die 1981 entdeckte Wandungsscherbe eines Kugeltopfes am nördlichen Chorbogen wurde in das 11.–13. Jahrhundert datiert. Ein rundbogiger Triumphbogen öffnet den Chor zum Schiff. Die Form der Rundbogenöffnung ist ebenso wie der Apsisgrundriss in der Region ohne Parallele und lässt eine karolingische Entstehungszeit im 8. bis 11. Jahrhundert nicht ausschließen.

## Ausstattung
Die niedrige Flachdecke des Innenraums wird von einem Unterzug getragen, der von einem unten achtseitigen Mittelpfosten mit zwei Kopfbändern gestützt wird. In den Gemeindesaal ist eine dreiseitig umlaufende, hölzerne Empore eingebaut, die auf achtseitigen Holzbalken mit kleinen geschwungenen Bügen ruht. An der Südwand endet die Empore am Pfarrstuhl, im Norden läuft sie bis zum Chorbogen durch. Eine Treppe im Westen ermöglicht den Emporenzugang. Der Fußboden von Chor und Schiff ist mit roten Sandsteinplatten belegt. An den Wänden wurden bei einer Innenrenovierung Malereien aus dem 13. sowie aus dem 17./18. Jahrhundert in kleinen Teilen freigelegt. Die türkise Fassung der hölzernen Inventarstücke entspricht dem Zustand im letzten Viertel des 18. Jahrhunderts.
Die Kanzel ist nicht mehr vorhanden, lediglich der flache, polygonale Schalldeckel der Kanzel am südlichen Stützmauerwerk des Chorbogens ist noch erhalten. Links und rechts des Chorbogens sind hölzerne Pfarrstühle eingebaut, die unten kassettierte Füllungen und oben durchbrochenes Rautenwerk haben. Die kleine Orgel steht in einem dieser Pfarrstühle. Das hölzerne Kirchengestühl aus dem 18. Jahrhundert besteht aus neun Bänken und lässt den Raum unter den Emporen für den Zugang frei. Die geschwungenen Wangen zeigen gemalte Blumenmotive, die 1981 freigelegt wurden. Der Blockaltar im Chorraum wird von einer Mensaplatte aus rotem Sandstein bedeckt.

## Die heilige Elisabeth und der Elisabethpfad
Quellenberichten zufolge suchte Elisabeth von Thüringen die Hufeisenkirche Ende der 1220er Jahre mehrfach auf, als sie sich auf dem Weg zum Kloster Altenberg bei Wetzlar befand, dem sie ihre jüngste Tochter Gertrud anvertraut hatte. Heute ist der Kirchenbau Anlaufpunkt des als Elisabethpfad bezeichneten Pilgerwegs, der die von der heiligen Elisabeth zurückgelegte Wegstrecke nach Altenberg nachvollzieht und dabei Altenvers passiert.